# Crvena Paprat
Crvena Paprat är en ort i Montenegro. Den ligger i den centrala delen av landet. Crvena Paprat ligger 266 meter över havet. och antalet invånare är 119.
Terrängen runt Crvena Paprat är huvudsakligen kuperad, men åt nordost är den platt. Terrängen runt Crvena Paprat sluttar österut. Omgivningarna runt Crvena Paprat är en mosaik av jordbruksmark och naturlig växtlighet.